# 楊福 (景泰進士)
楊福（1423年—？），字孟禧，直隸永平衛人，官籍，明朝政治人物。同進士出身。

## 生平
景泰元年（1450年）庚午科順天府鄉試第二百十六名，景泰二年（1451年）聯捷辛未科會試第一百八十名，殿試登進士第三甲第三十九名。官監察御史。

## 家族
曾祖楊鵰飛，曾任元興州知州。祖父楊成。父亲楊旺。